# Thèze (Pireneje Atlantyckie)
Thèze – miejscowość i gmina we Francji, w regionie Nowa Akwitania, w departamencie Pireneje Atlantyckie.
Według danych na rok 1990 gminę zamieszkiwało 568 osób, a gęstość zaludnienia wynosiła 72 osób/km² (wśród 2290 gmin Akwitanii Thèze plasuje się na 665. miejscu pod względem liczby ludności, natomiast pod względem powierzchni na miejscu 1211.).